# Coppa di Jugoslavia (pallanuoto maschile)
La Coppa di Jugoslavia era una competizione di pallanuoto della Jugoslavia.

## Albo d'oro
- 1990/91:  Partizan
- 1989/90:  Partizan
- 1988/89:  Mladost
- 1987/88:  Partizan
- 1986/87:  Partizan
- 1985/86:  Primorac
- 1984/85:  Partizan
- 1983/84:  Jug Dubrovnik
- 1982/83:  POŠK
- 1982:  Partizan
- 1981:  Jug Dubrovnik
- 1980:  POŠK
- 1979:  Primorje
- 1978:  Korčula
- 1977:  Partizan
- 1976:  Partizan
- 1975:  Partizan
- 1974:  Partizan
- 1973:  Partizan

## Vittorie per squadra
| Squadra       | Titoli |
| ------------- | ------ |
| Partizan      | 11     |
| POŠK          | 2      |
| Jug Dubrovnik | 2      |
| Korčula       | 1      |
| Primorac      | 1      |
| Primorje      | 1      |
| Mladost       | 1      |